# Доминикско-тринидадские отношения
Доминикско-тринидадские отношения — двусторонние дипломатические отношения между Доминикой и Тринидадом и Тобаго. Обе страны поддерживают дипломатические отношения через консульство Тринидада и Тобаго, расположенное в Розо. Страны являются членами Организации американских государств (ОАГ) и Карибского сообщества (CARICOM).

## История
В 2017 году Доминика сильно пострадала от ураганов Мария и Ирма. Предполагаемое число погибших 65 человек. Ущерб, нанесённый ураганами, оценивается более чем в 900 миллионов долларов. В связи с этим, в 2018 году Доминика потребовала отмены уплаты членских взносов в ОАГ в размере 25 000 долларов. Единственная страна, отказавшая Доминике в отмене уплаты взносов в ОАГ, была Тринидад и Тобаго, что серьёзно осложнило отношения между двумя островными государствами.